# Kostel svatého Mikuláše (Nová Paka)
Kostel svatého Mikuláše je farní kostel v Nové Pace.

## Historie

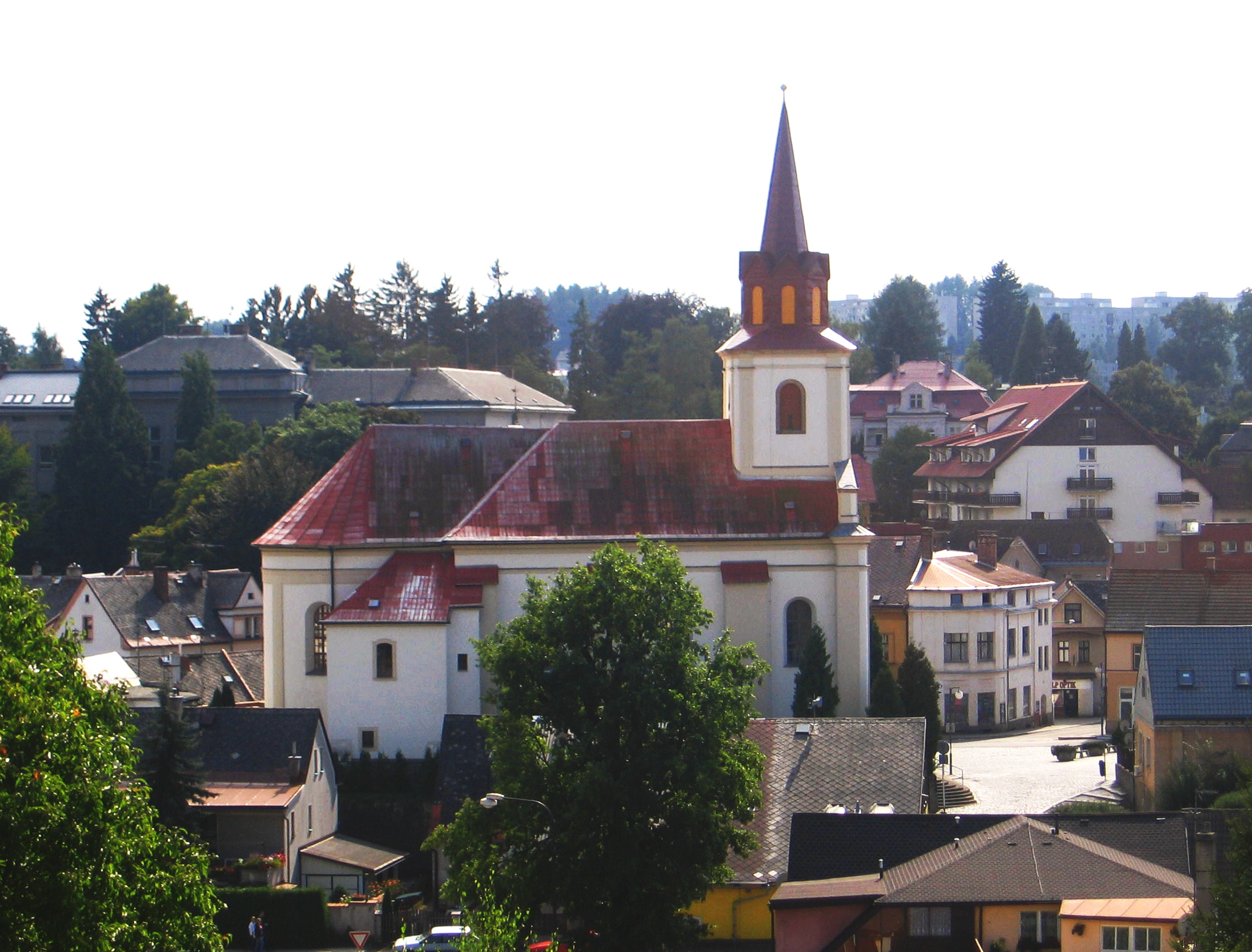
Kostel svatého Mikuláše od severu (2012)

První písemná zmínka o farním kostele svatého Mikuláše je z roku 1357. Byl dřevěný a bez věže, přičemž samostatná dřevěná zvonice stála nedaleko od budovy fary. Roku 1564 byl ve městě velký požár, při kterém shořel i kostel svatého Mikuláše. Byl vystavěn nový, kamenný, avšak stále bez věže a presbytáře.
Město se však během 17. století rozvíjelo a začala růst touha po obnově chátrajícího kostela. Obnova však nastala až roku 1783, kdy začal být gotický kostel přestavován do barokní podoby. Přestavba trvala od roku 1783 do roku 1787. Při této přestavbě došlo k jeho zvětšení, byla přistavěna věž a nová sakristie. Roku 1799 byly do kostela pořízeny varhany od Jana Nováka, pražského varhanáře. V této době bylo také ukončeno pohřbívání na přilehlém hřbitově.
V roce 1827 při dalším požáru města kostel vyhořel. Byl několikrát opravován, až roku 1872 byl přestavěn do své současné, novogotické podoby. Další oprava proběhla v roce 1895. Počátkem 20. století byl na místo hlavního oltáře umístěn nový, pískovcový oltář zhotovený Stanislavem Suchardou. Stěny kněžiště byly po obvodu vyzdobeny vlysy andělů. Během první a druhé světové války bylo zrekvírováno všech pět zvonů včetně umíráčku.
Poslední opravy se uskutečnily na přelomu 20. a 21. století, kdy byla opravena střecha, elektroinstalace a proběhly další úpravy interiéru.

## Popis
Kostel svatého Mikuláše je jednolodní stavbou s půlkruhově uzavřeným presbytářem. Sakristie je umístěna na severní straně chrámové lodě. Stavbě dominuje hranolovitá věž a v průčelí kostela jsou umístěny kamenné sochy. Vedle kostela se také nachází pískovcová socha svatého Jana Nepomuckého z roku 1729, umístěná na své současné místo v roce 1864 od bývalého chudobince.
Interiér je vybaven věcmi z konce 18. století a z 19. století. Nejstarší věcí v kostele je nejspíše cínová křtitelnice z roku 1662.